# Christoph Redies
Christoph Redies (geboren 1958 in Krefeld) ist ein emeritierter deutscher Mediziner, Neurowissenschaftler und Anatom. Von 2003 bis 2021 war er Lehrstuhlinhaber an der Friedrich-Schiller-Universität Jena.

## Wissenschaftlicher Werdegang

### Studium und erste Promotion
Von 1977 bis 1983 studierte Redies Medizin an der Universität-Gesamthochschule Essen (heute Universität Duisburg-Essen), an der Tufts University in Massachusetts (USA) sowie an der Georg-August-Universität Göttingen. Sein Praktisches Jahr  absolvierte er von 1983 bis 1984 in Adelaide (Australien), Boston (USA) und Montreal (Kanada).
Im Juni 1984 promovierte er am Max-Planck-Institut für biophysikalische Chemie bei Otto Creutzfeldt zum Doktor der Medizin. Dabei befasste er sich mit der Neurophysiologie und Psychophysik einer optischen Täuschung.

### Postgraduelles Studium und Postdoktorandentätigkeit
Von 1985 bis 1988 folgte ein postgraduales Studium an der McGill University in Montreal, welches er mit dem wissenschaftlichen Doktorgrad Ph.D. beendete. Hier befasste er sich mit der Kartierung des Sensorischen Cortex mittels Desoxyglucose. Von 1988 bis 1990 arbeitete er als Postdoc zusammen mit Ronald D. G. McKay in der Abteilung für Hirn- und kognitive Wissenschaften am Massachusetts Institute of Technology zum Thema der Immortalisierung von neuronalen Vorläuferzellen.
Zwischen 1990 und 1991 forschte er an der Universität Kyōto in Japan gemeinsam mit Masatoshi Takeichi zur Bedeutung von Cadherinen für die Gehirnentwicklung. Im Anschluss war er bis 1995 bei Uli Schwarz am Max-Planck-Institut für Entwicklungsbiologie in Tübingen tätig. Von 1995 bis 1997 leitete er eine Arbeitsgruppe am Institut für Biologie an der Albert-Ludwigs-Universität Freiburg.

### Professuren
1997 wurde Redies als C3-Professor an das Institut für Anatomie der medizinischen Fakultät der Universität Essen berufen. Im Jahr 2000 erhielt er dort den Lehrpreis der Medizinischen Fakultät. 2003 wurde er Ordinarius (C4/W3) und Leiter des anatomischen Instituts I der Friedrich-Schiller-Universität Jena. Dort befasste er sich mit neuroanatomischen Fragestellungen bei verschiedenen Wirbeltieren, insbesondere mit molekularen Grundlagen von Entwicklungsvorgängen im embryonalen Gehirn. Ferner befasste sich Redies mit anatomisch-geschichtlichen Fragestellungen, insbesondere der Aufarbeitung der Rolle der Anatomie zur Zeit des Nationalsozialismus sowie auf dem Gebiet der Neuroästhetik mit der Erforschung physikalisch-messbarer Merkmalen der ästhetischen Wahrnehmung des Menschen. Im Jahr 2008 wies Redies einen Ruf als Anatomieprofessor der Heinrich-Heine-Universität Düsseldorf zurück. Als Grund nannte er die gute Zusammenarbeit in seiner Jenaer Fakultät sowie seinem Team. Im Jahr 2015 war Redies für zwei Monate als Gastprofessor am Labor für experimentelle Psychologie der Katholischen Universität Leuven (Belgien) tätig. Seit 2018 ist er Kurator der anatomischen Sammlung in Jena. 2021 ging er in den Ruhestand.

## Politische Aktivität
Redies trat 2013 der AfD bei und war für diese auch beim Wahlkampf zur Bundestagswahl 2013 aktiv. Es habe in Deutschland zu diesem Zeitpunkt ein Demokratiedefizit gegeben, zudem sei es ihm um die wirtschaftsliberale Europapolitik der Partei gegangen. 2014 trat er aus der AfD wieder aus. Als Gründe für den Austritt benannte er den Rechtsruck der Partei und die Europafeindlichkeit. Er bezweifle, dass Alexander Gauland ein Demokrat sei.

## Privates
Redies hat vier Töchter. Bedingt durch seine forschungsbedingten Auslandsaufenthalte wurde jede in einem anderen Land geboren. In seiner Freizeit betätigt Redies sich als abstrakter Maler.